# Dyasma
Dyasma este un gen de molii din familia Lymantriinae.